# Nikatorer
Nikatorer (Nicatoridae) är en liten afrikansk familj av ordningen tättingar. Den består av endast tre arter, alla i släktet Nicator.

## Kännetecken
Nikatorer är medelstora gröna sångfåglar med fläcakade vingar och kraftiga, krökta näbbar. Fåglarna förekommer i skogsområden söder om Sahara, där de ofta avslöjar sig först genom sina explosiva läten.
Födan består av ryggradslösa djur och ibland även grodor och ödlor som de söker efter på grenar, i klätterväxter och på trädstammar i undervegetationen. De sprider ofta ut vingar och stjärt för att skrämma upp sina byten. Det enkla, duvlika boet av kvistar hålls ihop av svampar. Endast honan ruvar de en till fyra äggen.

## Släktskap
Nikatorerna har placerats i familjer som bulbyler (Pycnonotidae) och busktörnskator (Malaconotidae). Genetiska studier visar dock att de utgör en helt egen och tidig utvecklingslinje inom överfamiljen sångare (Sylvioidea). Exakt vilka nikatorernas närmaste släktingar är har inte klarlagts, där olika genetiska studier ger olika resultat: systerklad till en grupp bestående av lärkor och skäggmes, i en polytomi med denna grupp och resten av Sylvioidea eller systerklad till resten av Sylvioidea med eller utan lärkorna.

## Arter i familjen
Familjen består endast av tre arter i släktet Nicator med utbredning i Afrika söder om Sahara:
- Västlig nikator (N. chloris)
- Vitstrupig nikator (N. gularis)
- Gulstrupig nikator (N. vireo)